# Pseudopallene watsonae
Pseudopallene watsonae är en havsspindelart som beskrevs av George William Staples 2005. Pseudopallene watsonae ingår i släktet Pseudopallene och familjen Callipallenidae. Inga underarter finns listade i Catalogue of Life.